# Guy Pène du Bois
Pour les articles homonymes, voir Pène, du Bois et Bois (patronyme).
Guy Pène du Bois, né le 4 janvier 1884 à Brooklyn et mort le 18 juillet 1958 à Boston, est un peintre, critique d’art et éducateur américain.
Son œuvre dépeint la culture et de la société environnantes : les cafés, les théâtres et les garçonnes des années 1920.

## Biographie

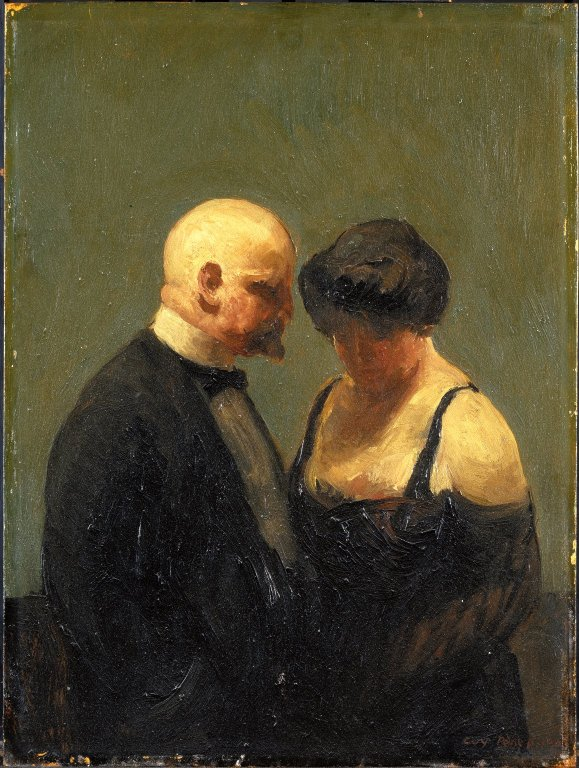
The Confidence Man, v. 1919, Brooklyn Museum.

Né dans une famille descendant d’immigrants français installés en Louisiane en 1738, qui appartenait à l’élite culturelle, Pène du Bois doit son prénom à Guy de Maupassant, qui était un ami de son père. Doué d’un talent précoce pour le dessin, il est entré, en 1899, à la New York School of Art, sous la tutelle de William Merritt Chase, qui lui transmet sa célèbre touche relâchée. Il étudie ensuite sous Robert Henri, le fondateur, à New York, au cours des premières années du XXe siècle, du style dit de l’Ash Can School, dont la puissante influence philosophique, personnelle et artistique a eu un impact durable sur le jeune artiste. Les leçons d’Henri ont amené Pène à s’attacher davantage à la représentation de la vie quotidienne dans son art.
Ayant suivi son père à Paris, en 1905, il étudie sous Théophile Steinlen et expose au Salon de l’Académie des Beaux-Arts. Néanmoins, la mort prématurée de son père, un an plus tard, le force à retourner aux États-Unis pour subvenir aux besoins de sa famille. De retour à New York, il est engagé comme illustrateur et dessinateur au New York American où travaillait son père. Deux ans plus tard, il commence à tenir la critique d’art et de musique du journal. En 1913, il devient rédacteur en chef d’Arts and Decoration tout en écrivant pour le New York Post et les magazines The Arts et Arts Weekly. Il a également été du nombre des fondateurs de la revue Reality : A Journal of Artists’ Opinions.
Dès le début, il a défendu les nouveaux mouvements artistiques, avidement connaitre le célèbre Armory Show de 1913 dans une édition spéciale d’Arts and Decoration. Il appartenait également à la Société des artistes indépendants et au Whitney Studio Club, où il a tenu sa première exposition solo en 1918. En 1920, il a commencé à enseigner à l’Art Student League, en grande partie pour complémenter ses revenus. Dans les années 1930, il fondera une école d’art à Stonington, dans le Connecticut, où il passait de nombreux étés.

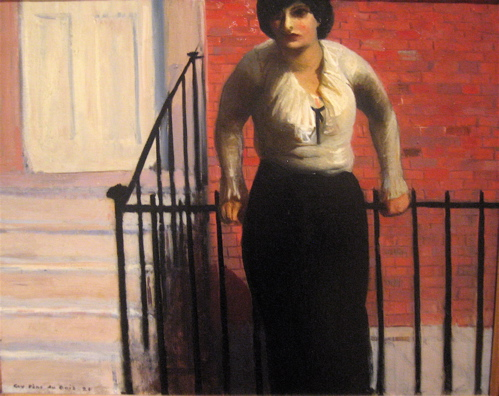
An American Oriental, huile sur toile de Guy Pène du Bois, 1921, Los Angeles County Museum of Art.

Après avoir été influencé par les principes de la « peinture de la vie réelle » son maitre Robert Henri et des artistes de l’Ash Can School, Pène a choisi d’abandonner les tons sombres et la touche rapide et gestuelle indicative de ses maitres pour adopter une palette plus légère, utilisant des coups de pinceau invisibles. Actif sur la scène artistique du New York du début du XXe siècle, Pène préférait capturer des scènes d’interaction sociale, en particulier parmi les élites culturelles de la société new-yorkaise. Souvent représentées avec un sens de l’ironie ou de douce moquerie, ses figures stylisées, simplifiées reflètent une emphase spirituelle et une superficialité communes chez ceux au contact de qui Pène était au quotidien.
Edward Hopper, dont Pène a fait la rencontre alors qu’il était l’élève de Robert Henri, est devenu un ami de toujours. Tout au long de leur carrière, les deux hommes ont affiché leur préférence une forme de réalisme, de préférence à l’abstraction et aux autres avant-gardes. À la mort de Pène, Hopper a écrit : « C’était certainement le meilleur ami que j’avais dans l’art ». Même si son nom a moins de résonance dans les annales de l’art moderne américain que celui de Hopper, la contribution de Pène n’en est pas moins valable. Dans son autobiographie, Artist in Manhattan, l’artiste américain Jerome Myers a également rappelé son étroite amitié avec Pène. Pène a également publié sa propre autobiographie en 1940, Artists Say the Silliest Things. 
Il est le père de l’écrivain et illustrateur William Pène du Bois.

## Muséographie
Son œuvre est dans de nombreuses collections, dont celle du Smithsonian American Art Museum, le National Gallery of Art, la Phillips Collection, le Montgomery Museum of Fine Arts, le Brooklyn Museum, le Whitney Museum of American Art, le Pennsylvania Academy of the Fine Arts and le University of Virginia Art Museum. Une fresque de Pène du Bois intitulée John Jay at His Home a été installée, à son achèvement en 1938, dans le bureau de poste historique de Rye (New York) au cours de la Work Projects Administration.